# 3630 Lubomír
3630 Lubomír eller 1984 QN är en asteroid i huvudbältet som upptäcktes den 28 augusti 1984 av den tjeckiske astronomen Antonín Mrkos vid Kleť-observatoriet i Tjeckien. Den är uppkallad eter det slaviska namnet Lubomir.
Asteroiden har en diameter på ungefär 15 kilometer och den tillhör asteroidgruppen Dora.